# NBA Live 09
NBA Live 09 es un videojuego de baloncesto desarrollado por la compañía EA Sports para las plataformas PlayStation 2, Xbox 360 y PlayStation 3. Fue lanzado en octubre en Europa y Australia y en octubre de 2008 en los Estados Unidos y Japón.

## Formato
El juego trae muchas novedades sobre todo para Xbox 360 y PlayStation 3 pero sigue siendo igual que en su versión anterior en los formatos de Wii y PSP. Pese a todo, en ambos modos experimenta una nueva mejora del control y movimientos así como en los gráficos y el realismo de las canchas y jugadores en los juegos de Xbox360 y PlayStation 3.
Una de las características más novedosas es el modo Academia, en el que se va entrenando con otros jugadores del mismo equipo en una cancha. También los gráficos han mejorado mucho con respecto a la edición anterior, observándose un mayor realismo en el aspecto de los jugadores y en el de las canchas. 
Se han incluido además 24 equipos internacionales de la FIBA que pueden competir entre sí o contra los equipos de la NBA.
Además incluye una característica novedosa, NBA 365, una actualización semanal de resultados, ADN de jugadores y traspasos gracias a la central de datos y estadísticas ESPN de la NBA.
Igual que en el NBA Live 08, también están presentes los puntos fuertes de cada jugador y el "ADN" de cada jugador, que muestra los datos de cada jugador y los puntos en donde más posibilidad tienen para anotar y como en su antecesor sigue teniendo los modos en línea de EA Games.
Además conserva en el modo español los comentarios de Sixto Miguel Serrano y Antoni Daimiel (comentaristas de Digital +)

## Innovaciones
- Be a Pro (Conviértete en Profesional) : Esta característica permite controlar a un jugador desde que da sus primeros pasos en el básquetbol hasta que se convierte en un profesional. Este método permite dirigir en la cancha a un único jugador, ganando experiencia en cada partido y evolucionando como deportista en diferentes facetas.

- NBA 365: Este nuevo sistema descarga directamente a la videoconsola los datos de cada jugador de forma diaria, con sus estadísticas reales de la NBA.

- Modo Online 5 vs 5: Esta innovación permite que puedan jugar hasta 5 jugadores diferentes por equipo en línea. Además, no es necesario tener un club para jugar en este modo y permite aumentar el progreso de los jugadores.

## Selecciones de la FIBA
Dentro del juego se encuentran las siguientes 24 selecciones nacionales oficiales de la FIBA
| Angola      | Italia         |
| Argentina   | Japón          |
| Australia   | Lituania       |
| Brasil      | México         |
| Canadá      | Puerto Rico    |
| China       | Rusia          |
| Croacia     | Serbia         |
| Reino Unido | Eslovenia      |
| Francia     | Corea del Sur  |
| Alemania    | España         |
| Grecia      | Turquía        |
| Irán        | Estados Unidos |

## Portadas
En la edición internacional, en la portada del NBA09 aparece el jugador de los San Antonio Spurs, Tony Parker, sin embargo aparecen otros jugadores en otras ediciones, como Pau Gasol en la edición española, Andrea Bargnani en la edición italiana y Luol Deng en la edición inglesa e irlandesa.

## Banda sonora
- Janelle Monae – Violet Stars Happy Hunting
- Teddybears – Next to You
- Kid Cudi – Day 'n' Nite
- Damian Marley – The Mission
- Young Dre The Truth feat. Good Charlotte – Save the Music
- Ladytron feat. Werdplay & Various – Ghost (Blestenation Remix)
- Busta Rhymes – Don't Touch Me
- Beck – Walls
- Elephant Man feat. Rihanna – Throw Your Hands Up
- Public Enemy vs. Benny Benassi – Bring the Noise (Remix)
- Madcon – Beggin
- Flipsyde – Champion
- N.E.R.D – Spaz
- Enur feat. Natasja – Calabria 2008
- The Whip – Blackout
- Young MC – Bust a Move (Don Rimini Ravekid Remix)
- Chromeo – Tenderoni (MSTRKRFT Remix)

## Recepción y críticas
Los críticos elogiaron el nuevo sistema pick & roll , aunque la innovadora aplicación "Dynamic DNA" la consideraron poco convincente, con respecto a la versión para PlayStation 2 y PlayStation 3.
La versión Wii recibió puntajes negativos por parte de la crítica.